# برادرهود آو من
برادرهود آف من (به انگلیسی: Brotherhood of Man) گروه موسیقی بریتانیایی است.
آن‌ها در سال ۱۹۷۶ برنده مسابقه یوروویژن شدند.